# IC 2871
IC 2871 ist eine Spiralgalaxie vom Hubble-Typ Sb im Sternbild Löwe an der Ekliptik. Sie ist schätzungsweise 357 Millionen Lichtjahre von der Milchstraße entfernt.
Das Objekt wurde am 27. März 1906 vom deutschen Astronomen Max Wolf entdeckt.